# Escalivar

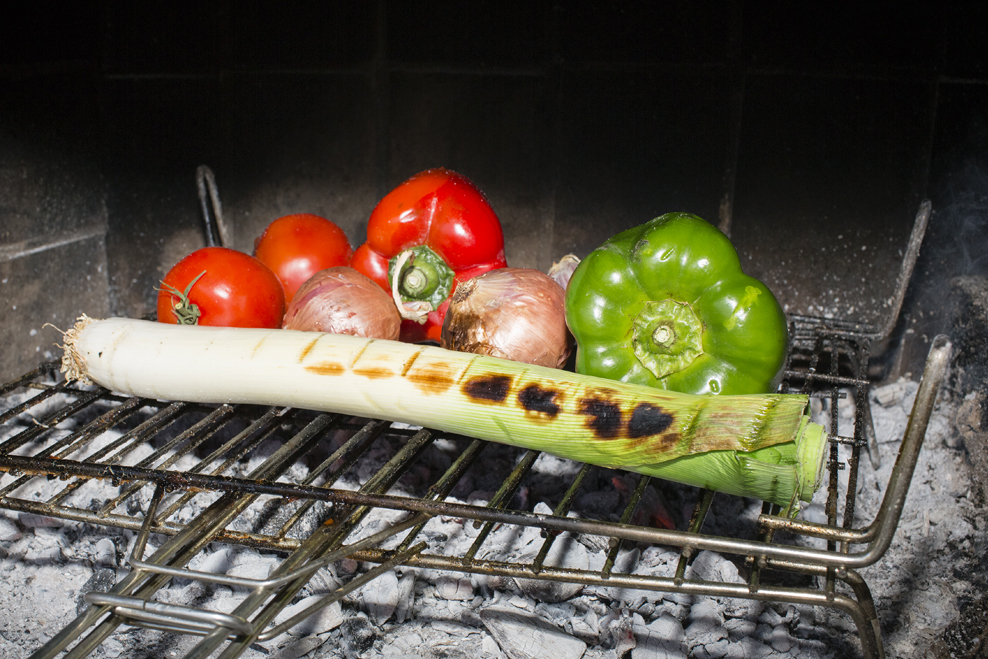
Escalivando hortalizas durante una calçotada

La acción de escalivar consiste en asar hortalizas enteras sobre el fuego directo o al rescoldo de las brasas. Este verbo se utiliza principalmente en el español de Aragón y en las áreas catalanoparlantes de España y Francia pues proviene del idioma catalán escalivar, mismo significado. Numerosos equivalentes a esta técnica culinaria se pueden encontrar en la mayoría de culturas del mundo, como por ejemplo en México, donde se denomina «tatemar».

## Etimología
Proviene del verbo escalivar, en aragonés y catalán 'poner al calivo o al caliu' respectivamente, es decir, al 'rescoldo' de las brasas (en latín, calivum). Debido al betacismo aragonés, en esta región también se encuentra escrito como «escalibar». En Aragón, se usa de forma marginal en la provincia de Huesca, probablemente por influencia del aragonés. En provenzal se conoce como calivar.

## Características
De esta técnica culinaria deriva la escalivada, una ensalada de hortalizas escalivadas típica del área mediterránea de España y de la región francesa del Rosellón.
En los países catalanes, se escalivan principalmente vegetales como pimientos, berenjenas, cebollas, tomates, ajos y alcachofas, pero en un sentido amplio también se aplica a castañas, patatas, boniatos e incluso el bacalao.
Ciertas recetas locales, como la picada o el romesco, pueden incluir alimentos escalivados para que aporten un gustoso sabor ahumado. El tomate y el ajo se escalivan y machacan para hacer pa amb tomàquet. Diversas cocas incluyen también hortalizas escalivadas, como la coca de recapte o la coca enramada de Tarragona.